# Ренье, Жан Луи Эбенезер
Жан Луи Эбенезер Ренье (фр. Jean Louis Ébénézer Reynier; 1771—1814) — французский военный деятель, дивизионный генерал (1796 год), граф (1811 год), участник революционных и наполеоновских войн. Имя генерала выбито на Триумфальной арке в Париже. Похоронен в Пантеоне.

## Биография

### Происхождение
Родился в Лозанне в протестантской семье известного врача Жака Ренье (фр. Jacques François Reynier; ок.1731—1773) и его супруги Каролины Шапюи (фр. Caroline Frédérique Henriette Chapuis; ок.1743—1800). По отцу он происходил от французских гугенотов из Дофине, бежавших в Швейцарию после отмены Нантского эдикта. Его старший брат Антуан (фр. Jean Louis Antoine Reynier; 1762–1824), натуралист и археолог, занимал правительственные посты во французской администрации в Египте и Неаполе. Мать желала сделать из Эбенезера архитектора, и потому Ренье посвятил свои занятия математическим наукам; для усовершенствования в них он в мае 1790 года поступил в Школу мостов и дорог в Париже в качестве абитуриента. Ему было предоставлено французское гражданство на основании конституции 1791 года, которая гарантировала право на возвращение потомкам французов, бежавших из страны из-за религиозных преследований при старом режиме.

### Начало Революционных войн
Однако, увлеченный господствующим тогда во Франции революционным духом, Ренье 2 сентября 1792 года определился в военную службу простым канониром, и 20 сентября был включён вместе со своей ротой в батальон Театр-Франсез (также известен как 7-й батальон волонтёров Парижа). Направленный в армию Дюмурье, 30 сентября он был отозван в Париж для работы инженером на фортификационных работах, начатых на равнине Сен-Дени. 21 октября 1792 года был произведён в капитаны и служил при штабе Северной армии. Сражался при Жемаппе 6 ноября, был при осаде Маастрихта в феврале 1793 года и в битве при Неервиндене 18 марта 1793 года. 5 сентября 1793 года представители народа Бантаболь и Дельма произвели его в командиры батальона штаба, а 17 февраля 1794 года Ренье стал полковником штаба, и начальником штаба дивизии Суама.
Ренье был назначен временным бригадным генералом 13 июня 1794 года, но отказался от этого повышения, мотивируя это тем, что слишком молод, но тем не менее заменил Макдональда во главе бригады в 1-й дивизии Северной армии. Участвовал в завоевании Голландии, отличился при переправе через Ваал 10 января 1795 года и был произведён в бригадные генералы 13 января 1795 года. Будучи временным начальником штаба Северной армии вместо Льебера, он возобновил командование своей бригадой по прибытии де Брюли 13 июля. После мира, заключённого в Базеле с Пруссией, он обозначил демаркационную линию. 14 марта 1796 года стал начальником штаба генерала Моро в Рейнско-Мозельской армии.
1 ноября 1796 года Ренье было присвоено звание дивизионного генерала. Отличился во многих сражениях: при переходе через Рейн, при Биберахе, а особенно в славном отступлении Моро через Шварцвальдские горы; но вследствие интриг принужден был выйти 7 декабря 1797 года в отставку.

### Египетская кампания
26 марта 1798 года зачислен в состав Восточной армии Бонапарта. 10 апреля был отправлен с заданием в Лион. 20 апреля возглавил дивизию, состоящую из 9-й и 85-й линейных полубригад, 22-го конно-егерского и 18-го драгунского полков. Участвовал в Египетской кампании. 10 июня, при взятии Мальты, он начальствовал над отрядом, высаженным на остров Гоццо и был при этом случае сильно контужен. Затем, его дивизия отличилась при Шубрахите, 21 июля в сражении при пирамидах и преследовании Ибрагим-Бея к Каиру. 5 августа разбил мамлюков у Эль-Ханки. По взятии Каира Ренье поручено было 12 августа начальство над провинцией Карки. Отбросил арабов от Бильбейса.
С 23 января участвовал в Сирийской экспедиции, где его дивизия составляла авангард; 9 февраля взяла приступом Эль-Ариш, 13 февраля захватила большой транспорт жизненных припасов, посланный туда из Акры, и этим облегчила обеспечение продовольствием главной французской армии, прибывшей в Эль-Ариш через два дня после этого удачного дела.
Когда армия отправилась далее в Сирию, дивизия Ренье осталась в Эль-Арише для укрепления его, конвоирования пленных и прикрытия следовавшего за армией обоза. Перед Акрой дивизия снова соединилась с армией. Ренье деятельно участвовал в знаменитой осаде этой крепости. По возвращении в Египет он снова сделан был начальником округа Карки, где и остался до отъезда Бонапарта во Францию.
Клебер, с которым Ренье был очень дружен, призвал его в Каир. 20 марта 1800 года он командовал левым крылом французской армии в сражении при Гелиополисе и штурмом на деревню Матариех решил победу. Преследуя неприятеля, дивизия Ренье 21 и 22 марта взяла Бильбейс, 23 марта храбро сражалась при Кораине, 10 апреля участвовала во вторичном взятии Каира, и по сдаче сего города эскортировала турецкий гарнизон в Александрию.
Убийство Клебера, случившееся 14 июня 1800 года, имело весьма несчастные последствия для французов, в особенности же для Ренье, который после Мену был старшим генералом в армии. Зная неспособность Мену занять место главнокомандующего и нерасположение к нему войск, Ренье хотя и повиновался его власти и неуместным распоряжениям, но делал частые замечания и возражения, и этим навлёк на себя его ненависть и гонение.
Армия, без всякой пользы, разбросанная по разным местам, нуждалась в деньгах и припасах; наконец получено было известие, что 8 марта 1801 года в Абукире вышла на берег англо-турецкая армия и что генерал Фриан, находившийся там с весьма слабым отрядом войска, не мог тому воспрепятствовать. Ренье старался побудить Мену к быстрым и решительным действиям; но главнокомандующий не слушал его и дела приняли дурной оборот.
Французская армия напала 21 марта на укреплённый лагерь англичан, расположившихся, под начальством Эберкромби, при Канопе, близ Александрии, но была отражена с величайшим уроном. Ренье часто спорил с Мену и выражал своё недовольство другим офицерам, в то время как Мену открыто обвинял Ренье, бывшего начальника штаба Клебера Дамаса, и недавно умершего Ланюсса в проигрыше битвы. Споры достигли апогея, когда в ночь с 13 на 14 мая, когда Мену обвинил Ренье в государственной измене и приказал генералу Дестену арестовать Ренье, Дамаса, Дора, Буайе и нескольких других офицеров. Вместо того, чтобы тихо арестовать обвиняемых, Дестен привёл значительный контингент войск и полностью окружил дом Ренье в Александрии. Ренье был готов применить силу, чтобы защитить себя, но после того, как его заверили, что его собираются посадить на корабль и вернуть во Францию, он написал письмо Мену и сдался.

### В опале
Бриг «Лоди», на котором находился Ренье, благополучно избежав английских крейсеров, прибыл 28 июня в Ниццу. По возвращении в Париж он безуспешно пытался убедить Первого консула, что в падении французского присутствия в Египте виноват Мену. Получив небольшую поддержку со стороны Наполеона, Ренье решил написать историю кампании под названием «Состояние Египта после битвы при Гелиополе», в которой подверг критике Мену и его действия. 31 июля 1801 года Ренье отправили домой с действительной военной службы. Тем временем под руководством Мену французы были вынуждены сдаться британцам в сентябре 1801 года. К 1802 году войска вернулись из Египта, и генерал Дестен, арестовавший Ренье, начал читать работы генерала. Когда Дестен прочитал раздел, в котором утверждалось, что он покинул поле битвы при Канопе после лёгкого ранения, он пришёл в ярость и вызвал Ренье на дуэль, на которую тот согласился. 5 мая 1802 года два генерала встретились в Булонском лесу и Ренье убил Дестена выстрелом в грудь из пистолета. Наполеон был в ярости, поскольку запретил дуэли, и поэтому изгнал Ренье из Парижа. Работа по Египту была вскоре конфискована по приказу Первого консула. По словам Наполеона: «Генерал Ренье больше привык к войне, чем генерал Мену; но ему не хватало первого качества лидера. Хорошо для того, чтобы занять второе место, он показался непригодным для первого. Он отличался молчаливым характером, любил одиночество, не умел возбудить, доминировать, вести за собой людей». Кстати, находясь в 1801 году в Париже, он был среди основателей «Ордена софизиан», объединившего только масонов.
29 сентября 1803 года был отдан в распоряжение генерала, командующего войсками, стоявшими на территории Итальянской республики. 13 декабря 1803 года возглавил войска, стоявшие в Тулоне.

### Неаполитанская служба
5 октября 1804 года Ренье был назначен командиром 2-й дивизии Неаполитанского наблюдательного корпуса под командованием генерала Гувьона-Сен-Сира. 19 августа 1805 года он последовал за Гувьоном-Сен-Сиром в Венецию и во главе 1-й дивизии Неаполитанского наблюдательного корпуса в октябре 1805 года одержал победу над принцем Роганом, которого взял в плен со всем его корпусом в битве при Кастельфранко 24 ноября 1805 года.
В январе 1806 года возглавил правый фланг Армии Неаполя, с которой брат Наполеона, Жозеф, совершил поход в Неаполитанское королевство. 12 февраля 1806 года осадил Гаэту и взял штурмом редут Св. Андрея. 27 февраля 1806 года он принял командование 2-м корпусом данной армии, которому было поручено завоевать Калабрию. Одержал победу при Кампо-Тенезе 9 марта и вышел к Мессинскому проливу. 
Но положение дел скоро изменилось. В начале июля 1806 года 9 тысяч англичан и сицилийцев, под командой генерала Стюарта, высадились в Калабрии, и к ним присоединились 4000 местных жителей. Ренье тщетно просил подкрепления, и чтобы не дать восстанию распространиться, решился подавить его одним ударом. Собрав свою дивизию, он 4 июля атаковал неприятеля на месте его высадки, но был отбит с большим уроном и вынужден оставить Калабрию. После весьма тяжёлого отступления дивизия Ренье соединилась при Морано с корпусом маршала Массена. Война продолжалась ещё более года, даже после возвращения англичан на Сицилию. 12 января 1807 года Ренье сменил Массену во главе корпуса в Калабрии. 6 февраля захватил Аментеу, 27 мая 1807 года Ренье одержал при Милето победу над принцем Гессен-Филиппстальским. 10 июня взял Кротону, 31 декабря 1807 года осадил Шиллу, захватил его 7 февраля 1808 года, а также соседний форт 15 февраля. Кампания в Калабрии была закончена.
28 февраля 1808 года был заменён генералом Матьё во главе армейского корпуса Калабрии, и стал морским и военным министром Неаполитанского королевства, а 31 июля 1808 года временным командующим Армией Неаполя вместо Журдана. На этих постах Ренье представилось обширное поле действий при организации войск.

### Кампании в Австрии и Испании
Участвовал в кампании 1809 года против Австрии. 2 июля Ренье был назначен губернатором острова Лобау, на котором располагались 129 орудий и 8475 солдат. Этот впечатляющий набор пушек помог остановить опасную фланговую атаку 6-го австрийского армейского корпуса фон Кленау. 9 июля был заменён на посту губернатора генералом Монришаром, прибыл в Вену и был сделан, вместо маршала Бернадотта, командиром 9-го (саксонского) армейского корпуса Армии Германии под командованием принца Богарне.
Призванный в Париж 30 октября 1809 года для принятия командования 2-й резервной дивизией Армии Испании, он стал командующим 2-го армейского корпуса, сменив 31 января 1810 года на этом посту генерала Эдле. В феврале 1810 года он находился в Верхней Эстремадуре, а 17 апреля 1810 года его корпус присоединился к Армии Португалии под командованием Массены. Ренье покрыл себя славой при осаде Сьюдад-Родриго, затем при осаде Алмейды в июле-августе, командовал левыми флангом в битве при Бусаку 27 сентября, одержал победу при Собрале 9 октября, командовал французскими левым флангом перед линиями Торриш-Ведраш 12 октября, а также при Сантарене 18 ноября. В 1811 году, во время отступления Массена в Испанию, следовал отдельно от основной части армии. Сражался при Сабугале 3 апреля 1811 года, затем соединился с Массеной и командовал правым крылом армии в битве при Фуэнтес-де-Оньоро с 3 по 5 мая 1811 года. После сражения Ренье пошел на встречу Алмейдского гарнизона, пробившегося сквозь англичан, и вывел его из весьма опасного положения. В июне 1811 года был назначен заместителем маршала Мармона, нового командующего Армией Португалии.
20 января 1812 года в Эрсвиле женился на Лавли Роллан де Шамбодоэн (фр. Marie Lovely Rolland de Chambaudoin; 1794—1821), дочери префекта департамента Эр. В браке родилась единственная дочь.

### Во главе 7-го корпуса
Призванный в Великую Армию 23 января 1812 года, он 3 марта возглавил 7-й армейский корпус, в основном состоящим из саксонских войск. Участвовал в Русской кампании, где перед его корпусом стояла задача удерживать на крайнем правом крыле, в Литве и на Волыни, наступательные действия русской 3-й Западной армии под начальством генерала Тормасова. Тотчас после открытия военных действий, 15 июля саксонская бригада Кленгеля взята была в плен при Кобрине; Ренье форсированным маршем попытался прийти на помощь Кленгелю, но опоздал и отступил на Слоним. Это побудило Наполеона усилить саксонцев австрийцами и подчинить Ренье начальству князя Шварценберга. Оба они одержали верх над Тормасовым при Городечне 12 августа 1812 года одержал победу при Городечне и подвинулись к реке Стыру; но когда в сентябре прибытие адмирала Чичагова усилило русскую армию до 60 000 человек, то австрийско-саксонский корпус должен был удалиться за Буг. В конце октября Чичагов с половиной своих войск отправился к Березине, преследуемый Шварценбергом. 13 ноября Ренье был разбит у Лапеница. Генерал Остен-Сакен, приняв начальство над русским войском, оставшимся на Волыни, остановил австрийцев смелым нападением 16 ноября на корпус Ренье при Волковыске, и хотя был разбит, но, лишив Наполеона содействия многочисленных и свежих войск, немало способствовал совершенному поражению французов. За жалкими остатками главной неприятельской армии потянулись Шварценберг и Ренье по направлению к Варшаве. Там они разделились в конце января 1813 года: австрийцы направились в Галицию, Ренье с 7-м корпусом к Калишу, где 13 февраля он был настигнут корпусом генерала Винцингероде и понёс значительный урон. Ренье отступил 19 февраля к Глогау, 2 марта к Баутцену, наконец, в Дрезден и, по прибытии туда маршала Даву, отправился в Париж.
12 марта 1813 года во время Саксонской кампании он командовал воссозданным 7-м саксонским корпусом. 22 мая он сражался при Рейхенбахе, а 23 мая взял Гёрлиц. В августе 1813 года он перешел под командование Удино и 23 августа участвовал в битве при Гросберене. 4 сентября перешёл под командование маршала Нея, 6 сентября служил при Денневице. Маршал Ней, будучи главнокомандующим в последней из этих битв, в донесении Наполеону обвинял в поражении войска 7-го корпуса, а в особенности саксонцев, которые будто бы опоздали и сражались вяло; но это обвинение оказалось несправедливым. 25 сентября занял Дессау, 12 октября снял осаду Виттенберга, 18 октября отличился в сражении под Лейпцигом, где его саксонские части, в разгар боя переметнулись на сторону противника, и 19 октября попал в плен в Лейпциге. Русские, зная его способности и его швейцарское происхождение, предложили ему службу в своей армии, но Ренье отказался и остался верен Франции. Вскоре был обменян на генерала фон Мерфельда и 12 февраля 1814 года прибыл в Париж. 
27 февраля 1814 года Ренье скончался от подагры в возрасте 43-х лет. Пастор Поль-Анри Маррон председательствовал на его похоронах в Оратуаре Лувра 10 марта. Во время отчаянной кампании 1814 года Наполеон нашёл время, чтобы написать 12 марта из Суасона генералу Кларку, военному министру: «Господин герцог Фельтр, я удивлён, что до сих пор ничего не было сделано, чтобы почтить память генерала Ренье, сделавшего столь выдающуюся карьеру. Поместите в «Монитёр» похоронную речь, произнесенную пастором Марроном и которая, я полагаю, была сделана хорошо. Также отправьте уведомление в военное министерство; давайте бросим несколько цветов на могилу человека, который хорошо служил, который был честным человеком и чья смерть является потерей для Франции и для меня. Как только его жена сообщит мне о его смерти, я дам ей ответ, который тоже можно будет распечатать».
В своих «Мемуарах» подполковник Абраам Россле, служивший под началом Ренье в Неаполе, пишет, что генерал был выдающимся лидером во всех отношениях.

## Воинские звания
- Солдат (2 сентября 1792 года);
- Капитан штаба (21 октября 1792 года);
- Командир батальона штаба (5 сентября 1793 года);
- Полковник штаба (17 февраля 1794 года);
- Бригадный генерал (13 января 1795 года);
- Дивизионный генерал (1 ноября 1796 года).

## Титулы

Герб графа

- Граф Ренье и Империи (фр. comte Reynier et de l'Empire; декрет от 1 января 1810 года, патент подтверждён 25 мая 1811 года в Кане)[2][3].

## Награды
Легионер ордена Почётного легиона (11 декабря 1803 года)
 Коммандан ордена Почётного легиона (14 июня 1804 года)
 Великий офицер ордена Почётного легиона (4 мая 1806 года)
 Высший сановник королевского ордена Обеих Сицилий (19 мая 1808 года)
 Командор саксонского военного ордена Святого Генриха (1810 год)
 Большой крест саксонского военного ордена Святого Генриха (14 октября 1812 года)
 Большой крест ордена Воссоединения (3 апреля 1813 года)